# Anell ciclista
L'anell ciclista és una infraestructura ciclista inaugurada en març de 2017 a la ciutat de València, té una longitud de 4,7 quilòmetres i envolta la ronda interior de la ciutat. Després de 2 anys de funcionament, en 2019, havia comptabilitzat prop del dos milions d'usuaris.

## Precedents
Des de l'any 1993 el col·lectiu València en Bici d'Acció Ecologista - Agró ha estat reclamant la construcció de l'anell ciclista a la Ronda interior de la ciutat, per a aconseguir una pacificació del trànsit i la creació d'un vial específic per a bicicletes. En juny de 2013 a la Comissió d'Urbanisme, Qualitat Urbana i Habitatge de l'Ajuntament de València va ser presentada una moció que recollia la proposta de l'anell ciclista a la ronda interior de la ciutat, proposta que va tenir el suport dels grups Compromís, EUPV i PSPV però rebutjada pel PP amb absoluta majoria.

## Desenvolupament
Des del seu traçat circular ixen diversos ramals perpendiculars que donen eixida a les parts més exteriors de la ciutat com: Malilla, Luis Peixó, Armando Palacio Valdés, Bernat Descoll, Joan XXIII, els carrers Vicente Sancho Tello-Rodríguez de Cepeda-Ramiro de Maeztu-Jerónimo de Monsoriu, les avingudes de Mestre Rodrigo i Burjassot, la marginal esquerra de l'antic llit del riu Túria entre el Pont de les Arts i el Pont de Fusta, l'avinguda de Suècia, el carrer Conca i el Pont de Campanar o Tomás de Montañana-Manuel Candela són alguns dels trams que s'han anat desenvolupant, sense oblidar els carrils bici de l'Avinguda Regne de València i el del carrer Alacant.
Ha rebut finançament de Fons Europeu de Desenvolupament Regional (Feder) en 2018, per a projectes a València en matèria de mobilitat sostenible per un import de 1.443.000 euros.
Des de la regidoria de Mobilitat Sostenible de l'Ajuntament de València, essent el regidor responsable Giuseppe Grezzi, han aconseguit reduir els vehicles a motor a Ciutat Vella en un 2,6% de l'any 2018 al 2019.
L'any 2019, per celebrar els dos anys de funcionament es va instal·lar un nou comptador de bicicletes que mostra en temps real el nombre de bicicletes i patinets que hi circulen diàriament pel tram del carrer Xàtiva i la quantitat de persones que hi ha passat des de la inauguració de l'Anell ciclista en 2017.

## Premis i reconeixements[1]
- 2019: Bikefriendly, de la Xarxa de Ciutats per la Bicicleta
- 2017: Primer Premi de la Setmana Europea de la Mobilitat, de la Generalitat Valenciana
- 2017: Tercer Premi de la Setmana de la Mobilitat Espanyola, del Ministeri d'Agricultura i Pesca, Alimentació i Medi Ambient
- 2017: XV Premis Ciutat Sostenible, de la Fundació Fòrum Ambiental

## Segon anell ciclista
S'està treballant per generar un segon anell ciclista que recorrerà 19,5 quilòmetres, connectant diversos carrils bici radials.